# Bernardo Jofre
Bernardo Jofre Roca (Andrach, Baleares, 1902 - Cantón de Vaud, Suiza, 1969) fue un político republicano español que llegó a ser alcalde de Palma de Mallorca.

## Biografía
Licenciado en Derecho por la Universidad de Zaragoza, en Mallorca había sido director de Maricel y Andratx, dos hoteles, y entre 1927 y 1933 fue el máximo responsable del Hotel Victoria. Su carrera política empezó en 1931 cuando fue elegido Concejal de Palma de Mallorca, para posteriormente ejercer la alcaldía entre junio de 1932 y enero de 1933. En febrero de 1936 fue uno de los candidatos del Frente Popular y en abril del mismo año salió elegido compromisario para elegir al Presidente de la Segunda República.
Había participado en la fundación de Acción Republicana de Mallorca (1932) y después también en Esquerra Republicana Balear (1934). Al comienzo de la Guerra Civil se encontraba en Madrid ejerciendo sus funciones como Teniente de Alcalde de Palma en una visita de trabajo. Poco después colaboró en la fallido desembarco en Mallorca del capitán Bayo. Abandonó España en 1936 con destino como agregado del consulado de la República española en Niza, siendo nombrado cónsul de dicha ciudad francesa en 1938.
Al finalizar la guerra civil se exilió en Venezuela (1939) donde trabajó en la publicación Ahora y alentó las relaciones con Estados Unidos y el Reino Unido, apoyando la intervención norteamericana en la Segunda Guerra Mundial. Por esta relación conoció a Nelson Rockefeller, hasta el punto de ser nombrado apoderado de los bienes del financiero en Venezuela y vicepresidente de la International Basic Economic Corporation en este país sudamericano. En los años sesenta trabajó como traductor de las Naciones Unidas en Ginebra. A partir de 1964 volvió a Mallorca ocasionálmente, combinando esas visitas con las estancias en Suiza, donde estaba su domicilio.
| Predecesor: Francesc Villalonga Fàbregas | Alcalde de Palma de Mallorca 1932–1933 | Sucesor: Josep Tomàs Renteria |